# Kvindefodbold
Kvindefodbold er fodbold som spilles af kvinder. Kvindefodbold kendes siden slutningen af 1700-tallet. Til at begynde med blev kvindefodbold især forbundet med velgørenhed og motionsidræt, inden gennembruddet for den organiserede fodbold på damesiden kom i 1970'erne. Fodbold gik hen og blev den dominerende holdsport også blandt kvinder og piger.
Det er primært i Norden, Vesteuropa, Nordamerika og Østasien at organiseret kvindefodbold nu om dage er udbredt. Mange lande i Mellemøsten og Sydasien har ingen kvindehold, hvilket FIFA prøver at få ændret. Blandt de største udfordringer regnes dannelsen af kvindelandshold i Iran og Afghanistan.
Af verdens totalt mere end 120 millioner registrerede fodboldspillere er lidt mere end 10 millioner kvinder. En stor del af dem findes i USA, hvor der også er en professionel liga, NWSL, som 2009 erstattede den hensygnende WUSA.
Kvindefodbold spilles med samme bold- og banemål som herrefodbold.

## Historie
Fodbold er historisk især blevet spillet af mænd, og det er også primært fodbold spillet af mænd, der er dokumenteret fra middelalderen og frem. Det findes belæg for at kvinder spillede fodbold i Skotland i 1790'erne. De første dokumenterede fodboldkampe mellem kvinder fandt sted i Glasgow i 1892.
I Storbritannien blev fodbold populær blandt kvinder under første verdenskrig, eftersom mobiliseringen af mænd til det britiske militær gjorde at mange kvinder begyndte arbejde i industrien. Et kvindefodboldhold som Dick, Kerr Ladies F.C. trak et publikum som undertiden var større end herrefodboldens, men den 5. december 1921 stemte det engelske fodboldforbund for at stoppe kvindefodboldkampe på forbundets medlemsklubbers baner. Forbuddet blev først afskaffet i juli 1971.
Det første uofficielle Europamesterskab for damer blev spillet i Italien 1969 og 1979 og vundet af Italien, henholdsvis Danmark. Det første officielle Europamesterskab i fodbold for kvinder med kvalifikationsrunde, blev spillet 1982-1984 og vundet af Sverige.
Det første officielle verdensmesterskab for kvinder spilledes i Folkerepublikken Kina i november 1991, hvor USA vandt, altså 61 år efter første herre-VM i fodbold. 1996 kom kvindefodbold på det olympiske program.
VM i Kina 2007 blev det første med pengepræmier.

## Eksterne links
- Wikimedia Commons har flere filer relateret til Kvindefodbold